# Red Hill (filme)
Red Hill (Brasil: Busca Sangrenta ) é um filme australiano dos gêneros faroeste e suspense de 2010. Escrito e dirigido por Patrick Hughes e estrelado por Ryan Kwanten, Steve Bisley e Tom E. Lewis.

## Sinopse
Shane Cooper (Ryan Kwanten), jovem policial que após se transferir para a comunidade de Red Hill para recomeçar sua vida, recebe notícias de que um assassino, Jimmy Conway (Tommy Lewis), está foragido e em busca por vingança. Agora Shane terá de tormar providências se quiser sobreviver.

## Elenco
- Ryan Kwanten ... Shane Cooper
- Steve Bisley ... Old Bill
- Tom E. Lewis ... Jimmy Conway
- Claire van der Boom ... Alice Cooper
- Christopher Davis ... Slim
- Kevin Harrington ... Barlow
- Richard Sutherland ... Manning
- Ken Radley ... Earl
- John Brumpton ... Rex
- Cliff Ellen ... Gleason
- Jim Daly ... Ted
- Dom Phelan ... Ken
- Eddie Baroo ... Willy
- Tim Hughes ... Micky Carlin
- Ken Connley ... Joseph Carlin
- Richard E. Young ... Dale
- Jada Alberts ... Ellin Conway

## Produção
Finanças para a filmagem principal foi levantado em particular. O filme foi rodado durante um período de quatro semanas, em Omeo, Vitoria. Depois que o filme foi rodado, uma edição foi montada e o filme foi encontrar um distribuidor para comprar e conseguir os fundos para terminar o filme. O filme recebeu fundos de conclusão de Screen Australia e Arclight Films.

## Lançamento
Red Hill estreou na 60º edição do Festival Internacional de Berlim em 14 de fevereiro de 2010, na seção Panorama. Foi lançado nos Estados Unidos em 5 de novembro de 2010 e na Austrália em 25 de novembro.

## Crítica
O filme tem boa recepção pela crítica profissional. Com a pontuação de 78% em base de 64 avaliações, o Rotten Tomatoes chegou ao consenso: "Apesar de suas tentativas de retrabalho, convencionais do gênero pode falhar com alguns, mas Red Hill é um suspense muito bem filmado, firmemente ritmado que marca uma forte estréia do diretor Patrick Hughes".